# Arcidiocesi di Sherbrooke

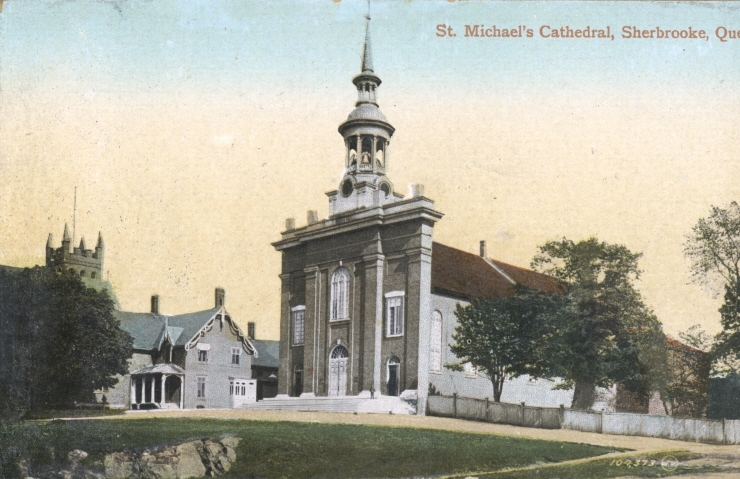
La prima cattedrale di Sherbrooke, inaugurata nel 1855

L'arcidiocesi di Sherbrooke (in latino: Archidioecesis Sherbrookensis) è una sede metropolitana della Chiesa cattolica in Canada. Nel 2022 contava 270.300 battezzati su 325.000 abitanti. È retta dall'arcivescovo Luc Cyr.

## Territorio
L'arcidiocesi è situata nella parte sud-orientale della provincia canadese del Québec, nella regione amministrativa di Estrie.
Sede arcivescovile è la città di Sherbrooke, dove si trova la cattedrale di San Michele.
Il territorio si estende su 8.000 km² ed è suddiviso in 39 parrocchie.

### Provincia ecclesiastica
La provincia ecclesiastica di Sherbrooke, istituita nel 1951, comprende 2 suffraganee:
- diocesi di Nicolet
- diocesi di Saint-Hyacinthe

## Storia
Il primo missionario a mettere piede nel territorio dell'attuale arcidiocesi fu Jean Raimbault, parroco di Nicolet, che celebrò la prima messa il 1º maggio 1816. Negli anni successivi fu eretta una missione vera e propria con una cappella (1826) ed un piccolo cimitero (1827). In seguito alla visita pastorale dell'arcivescovo di Québec, Joseph Signay, nel 1836, la missione ricevette nuovi rinforzi. Il 14 gennaio 1855 fu consacrata la prima chiesa, dedicata a San Michele arcangelo, che fu eretta a parrocchia nel 1872.
La diocesi di Sherbrooke fu eretta il 28 agosto 1874 con il breve Arcano divinae di papa Pio IX, ricavandone il territorio dall'arcidiocesi di Québec e dalle diocesi di Saint-Hyacinthe e di Trois-Rivières. Originariamente suffraganea dell'arcidiocesi di Québec, nel 1886 entrò a far parte della provincia ecclesiastica dell'arcidiocesi di Montréal.
Primo vescovo fu Antoine Racine, che nel gennaio del 1875 fondò il primo seminario diocesano, divenendone il primo superiore.
L'11 marzo 1892 papa Leone XIII istituì il capitolo dei canonici con il breve Ex officio.
Nel 1915 il vescovo Paul La Rocque fece costruire l'attuale episcopio, la cui cappella venne decorata dal pittore québequois Ozias Leduc, e nel 1915 dette inizio ai lavori di costruzione di una nuova cattedrale, che fu consacrata il 28 settembre 1957.
Durante l'episcopato di Philippe Desranleau fu inaugurato un nuovo seminario (1939) e venne convocato il primo sinodo diocesano (1941).
Il 2 marzo 1951 è stata elevata al rango di arcidiocesi metropolitana con la bolla Universi dominici gregis di papa Pio XII.

## Cronotassi dei vescovi
Si omettono i periodi di sede vacante non superiori ai 2 anni o non storicamente accertati.
- Antoine Racine † (1º settembre 1874 - 17 luglio 1893 deceduto)
- Paul-Stanislas La Rocque † (6 ottobre 1893 - 15 agosto 1926 deceduto)
- Alphonse-Osias Gagnon † (23 giugno 1927 - 12 febbraio 1941 deceduto)
- Philippe Desranleau † (12 febbraio 1941 succeduto - 28 maggio 1952 deceduto)
- Georges Cabana † (28 maggio 1952 succeduto - 7 febbraio 1968 dimesso[1])
- Jean-Marie Fortier † (20 aprile 1968 - 1º luglio 1996 ritirato)
- André Gaumond † (1º luglio 1996 succeduto - 26 luglio 2011 ritirato)
- Luc Cyr, dal 26 luglio 2011

## Statistiche
L'arcidiocesi nel 2022 su una popolazione di 325.000 persone contava 270.300 battezzati, corrispondenti all'83,2% del totale.
| anno | popolazione | popolazione | popolazione | presbiteri | presbiteri | presbiteri | presbiteri                | diaconi | religiosi | religiosi | parrocchie |
| anno | battezzati  | totale      | %           | numero     | secolari   | regolari   | battezzati per presbitero | diaconi | uomini    | donne     | parrocchie |
| ---- | ----------- | ----------- | ----------- | ---------- | ---------- | ---------- | ------------------------- | ------- | --------- | --------- | ---------- |
| 1950 | 180.711     | 207.702     | 87,0        | 402        | 311        | 91         | 449                       |         | 477       | 1.868     | 120        |
| 1966 | 195.867     | 215.704     | 90,8        | 557        | 412        | 145        | 351                       |         | 285       | 1.878     | 132        |
| 1970 | 179.252     | 207.659     | 86,3        | 515        | 346        | 169        | 348                       |         | 394       | 1.920     | 133        |
| 1976 | 227.115     | 246.015     | 92,3        | 515        | 307        | 208        | 441                       | 1       | 362       | 1.633     | 131        |
| 1980 | 247.484     | 266.397     | 92,9        | 418        | 279        | 139        | 592                       | 3       | 275       | 1.279     | 131        |
| 1990 | 281.742     | 303.923     | 92,7        | 373        | 251        | 122        | 755                       | 11      | 266       | 1.328     | 130        |
| 1999 | 291.519     | 316.914     | 92,0        | 332        | 215        | 117        | 878                       | 21      | 216       | 1.130     | 124        |
| 2000 | 295.416     | 327.495     | 90,2        | 331        | 215        | 116        | 892                       | 21      | 218       | 1.080     | 120        |
| 2001 | 299.506     | 326.788     | 91,7        | 323        | 208        | 115        | 927                       | 23      | 199       | 1.107     | 118        |
| 2002 | 297.525     | 315.872     | 94,2        | 309        | 201        | 108        | 962                       | 22      | 201       | 1.090     | 108        |
| 2003 | 297.435     | 314.121     | 94,7        | 303        | 194        | 109        | 981                       | 19      | 201       | 1.068     | 108        |
| 2004 | 291.261     | 316.998     | 91,9        | 302        | 195        | 107        | 964                       | 18      | 197       | 1.012     | 107        |
| 2010 | 304.000     | 338.000     | 89,9        | 261        | 168        | 93         | 1.164                     | 24      | 177       | 774       | 92         |
| 2014 | 316.000     | 353.500     | 89,4        | 232        | 143        | 89         | 1.362                     | 22      | 154       | 542       | 59         |
| 2017 | 326.945     | 366.140     | 89,3        | 202        | 122        | 80         | 1.618                     | 21      | 160       | 465       | 45         |
| 2020 | 272.900     | 332.800     | 82,0        | 187        | 110        | 77         | 1.459                     | 23      | 149       | 384       | 41         |
| 2022 | 270.300     | 325.000     | 83,2        | 154        | 94         | 60         | 1.755                     | 24      | 134       | 358       | 39         |